# Michael Martin (voetballer)
Michael Martin (Crailsheim, 10 juli 2000) is een Duits voetballer die doorgaans speelt als middenvelder. Hij komt uit voor IK Sirius.

## Clubcarrière
Martin doorliep jeugdopleidingen van drie verschillende professionele voetbalclubs: VfB Stuttgart, 1. FC Heidenheim en VfL Bochum. Bij Bochum eindigde hij zijn opleiding, maar kreeg geen contract. Na een aantal maanden clubloos te zijn geweest, sloot Martin aan bij de amateurs van SF Schwäbisch Hall. Medio 2021 stapte hij over naar FC Bayern Alzenau in de Regionalliga. Ook hier werd zijn contract niet verlengd, en werd hij opgepikt door SK Vorwärts Steyr. Hier speelde hij een seizoen op het tweede niveau van Oostenrijk, waarna hij vertrok naar SV Ried, dat uitkwam in de Oostenrijkse Bundesliga. Op 24 juli 2022 debuteerde Martin op het hoogste niveau van een land, tegen Rapid Wien (0-1). Hij ontwikkelde zich tot een basisspeler voor Ried. Samen met Ried schopte Martin het tot de halve finale van de ÖFB-Pokal. Deze werd verloren van Rapid Wien (1-2). Na het seizoen 2022/23 degradeerde Ried naar het tweede niveau. Hiermee vertrok Martin ook, terug naar Duitsland bij SC Paderborn. Hij kwam nooit in actie voor het eerste team, maar speelde met het tweede team een aantal wedstrijden in de Regionalliga.
In februari 2024 vertrok Martin naar IK Sirius, dat uitkwam in de Allsvenskan. Hij debuteerde op 18 februari 2024 in de Svenska Cupen tegen Utsiktens BK (2-0). Na zeven wedstrijd werd Martin verhuurd aan SK Dynamo České Budějovice, dat uitkwam op het hoogste niveau van Tsjechië. Na slechts drie wedstrijden werd zijn contract ontbonden. Het huurcontract werd ontbonden voor het einde van de transferperiode, waarna Sirius Martin verhuurde aan FC Emmen. Martin debuteerde op 16 september 2024 in de Keuken Kampioen Divisie tegen Vitesse (3-3). Op 4 november 2024, tegen Jong PSV (3-2), scoorde Martin zijn eerste doelpunt in tweeënhalf jaar op aangeven van Fridolin Wagner.

## Statistieken
| Seizoen | Club                         | Competitie              | Competitie | Competitie | Beker | Beker | Overig | Overig | Totaal | Totaal |
| Seizoen | Club                         | Competitie              | Wed.       | Dlp.       | Wed.  | Dlp.  | Wed.   | Dlp.   | Wed.   | Dlp.   |
| ------- | ---------------------------- | ----------------------- | ---------- | ---------- | ----- | ----- | ------ | ------ | ------ | ------ |
| 2020/21 | FC Bayern Alzenau            | Regionalliga Südwest    | 19         | 5          | 2     | 0     | 0      | 0      | 21     | 5      |
| 2021/22 | SK Vorwärts Steyr            | 2. Liga                 | 14         | 4          | 0     | 0     | 0      | 0      | 14     | 4      |
| 2022/23 | SV Ried                      | Bundesliga              | 28         | 0          | 5     | 0     | 0      | 0      | 33     | 0      |
| 2023/24 | SV Ried                      | 2. Liga                 | 2          | 0          | 0     | 0     | 0      | 0      | 2      | 0      |
| 2023/24 | SC Paderborn 07 II           | Regionalliga West       | 4          | 0          | 0     | 0     | 0      | 0      | 4      | 0      |
| 2024    | IK Sirius                    | Allsvenskan             | 4          | 0          | 3     | 0     | 0      | 0      | 7      | 0      |
| 2024/25 | → SK Dynamo České Budějovice | 1. česká fotbalová liga | 3          | 0          | 0     | 0     | 0      | 0      | 3      | 0      |
| 2024/25 | → FC Emmen                   | Eerste divisie          | 28         | 1          | 1     | 0     | 0      | 0      | 29     | 1      |
| Totaal  | Totaal                       | Totaal                  | 102        | 10         | 11    | 0     | 0      | 0      | 113    | 10     |

Bijgewerkt op 16 juni 2025.